# Melchior Broederlam

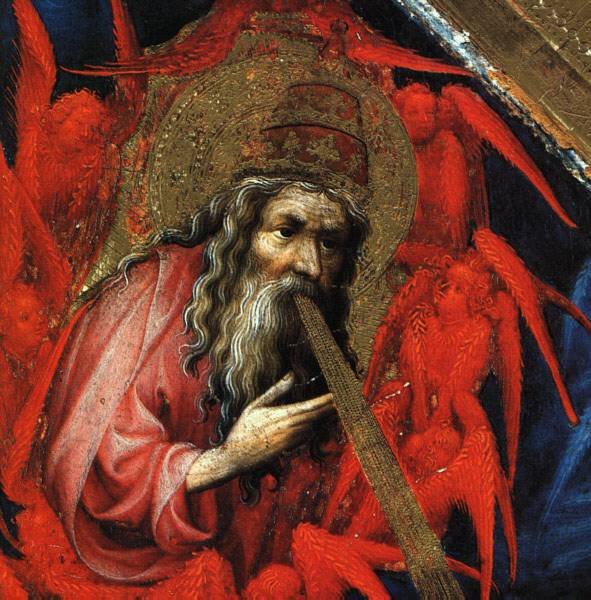
Melchior Broederlam: Altar des Jacques de Baerze, Detail des „Atem Gottes“

Melchior Broederlam oder Broederlain war ein flämischer Maler der Gotik.
Über sein Leben ist wenig bekannt. Gesichert ist nur sein Aufenthalt am Hofe Philipps des Kühnen von Burgund in Ypern, in der Zeit zwischen 1381 und 1409.
Einzig nachweisbares Werk Broederlams sind zwei Flügel eines Altars für die Chartreuse de Champmol in Dijon von 1394. Darauf zu sehen sind die Motive der Verkündigung und Heimsuchung Mariens, die Darbringung im Tempel sowie die Flucht der Heiligen Familie nach Ägypten.